# 카스텔 푸사노역
카스텔 푸사노역(이탈리아어: Stazione di Castel Fusano)은 로마-리도 선에 있는 철도역이다. 이 역은 제2차 세계 대전으로 파괴된 오스티아의 옛 역 근처에 다시 세워 1949년 7월 30일 개통했다.

## 시설
카스텔 푸사노 역에는 다음과 같은 시설이 존재한다.
- 자동 발권기

| 로마-리도 선                        | 로마-리도 선 | 로마-리도 선        |
| ----------------------------------- | ------------ | ------------------- |
| 스텔라 폴라레 로마 포르타 산 파올로 |              | 크리스토포로 콜롬보 |